# Diplosoma aggregatum
Diplosoma aggregatum is een zakpijpensoort uit de familie van de Didemnidae. De wetenschappelijke naam van de soort is voor het eerst geldig gepubliceerd in 2009 door Hirose & Hirose.